# 濟尼基夫區

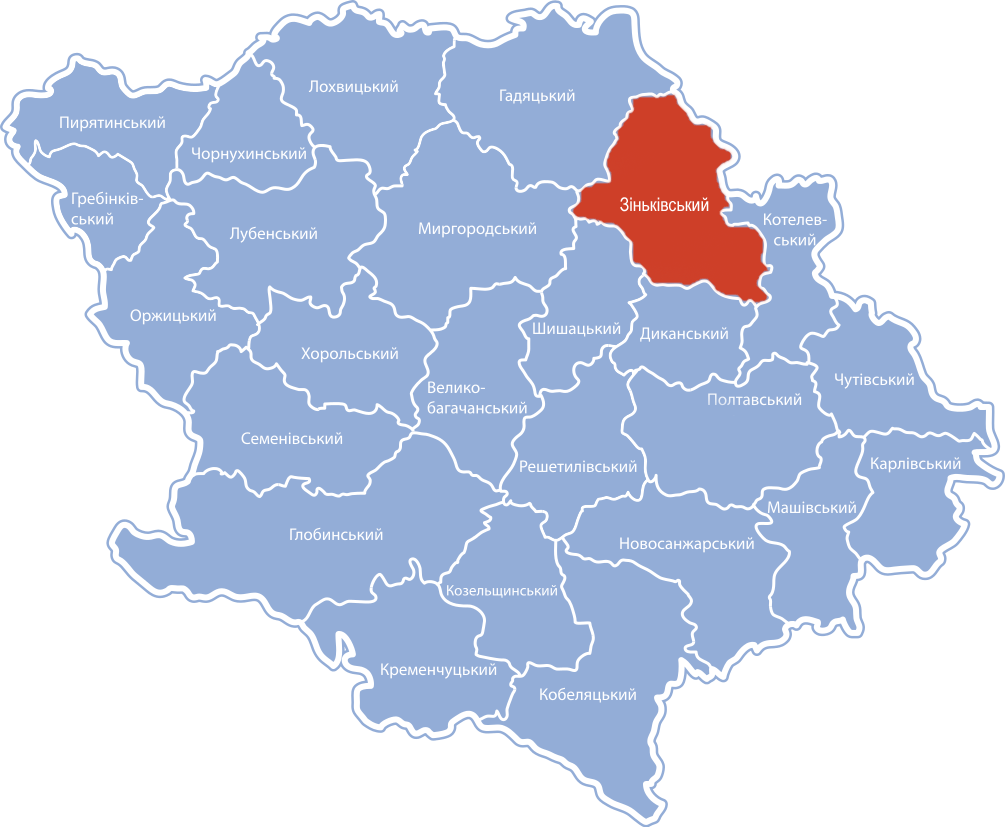
濟尼基夫區在波爾塔瓦州的位置

濟尼基夫區（烏克蘭語：Зіньківський район）是烏克蘭中部波爾塔瓦州的舊區，区府为济尼基夫，並於2020年被撤銷。該區面積1,360平方公里，2015年人口34,988，人口密度每平方公里25.7人。